# Wichapas Sumettikul
Wichapas Sumettikul (วิชญ์ภาส สุเมตติกุล; nascido em 25 de dezembro de 1997), conhecido pelo apelido de Bible (ไบเบิ้ล) é um ator e modelo tailandês. Ele é mais conhecido por seus papéis em KinnPorsche (2022) e 4Minutes (2024).

## Início da vida e educação
Bible nasceu em Chiang Mai, Tailândia em 25 de dezembro de 1997. Ele se formou na Universidade Thammasat com bacharelado em Engenharia Mecânica em 2021.

## Carreira
Em 2022, Bible foi contratado como artista pela Be On Cloud. Nesse mesmo ano, ele fez sua estreia como ator na televisão como Vegas Theerapanyakul, personagem coadjuvante na série KinnPorsche. Ele também trabalhou como tradutor do romance "KinnPorsche Story" (รักโคตรร้าย สุดท้ายโคตรรัก).
Em 2024, Bible conseguiu seu primeiro papel principal como Great Pacharawit na série 4Minutes ao lado de Jespipat Tilapornputt (Jes). Em 2025, ele estreou como Allnew na sitcom Jet Lag.

## Filmografia

### Cinema
| Ano  | Título                          | Personagem | Notas           |
| ---- | ------------------------------- | ---------- | --------------- |
| 2023 | Ma’am Chief: Shakedown in Seoul | Policial   | Papel convidado |
| 2024 | Spaceless                       | Kan        | Curta-metragem  |

### Televisão
| Ano  | Título      | Personagem                    | Notas            | Canal        |
| ---- | ----------- | ----------------------------- | ---------------- | ------------ |
| 2022 | KinnPorsche | Vegas Theerapanyakul          | Papel recorrente | One31, iQIYI |
| 2024 | 4Minutes    | Great Pacharawit Sriwatsombat | Papel principal  | One31, Viu   |
| 2025 | Jet Lag     | Allnew Tin Y.                 | Papel principal  | One31        |
| 2025 | 8Hours      |                               |                  |              |